# Дашук Леонід Андрійович
Леонід Андрійович Дашук (біл. Леані́д Андрэ́евіч Дашу́к; нар. 22 червня 1938, Білоруська РСР, СРСР) — білоруський державний діяч і юрист, перший Міністр юстиції Республіки Білорусь з 1991 по 1994 роки

## Освіта
Після здобуття середньої освіти подав документи до мінського університету. У 1964 році закінчив Білоруський державний університет за фахом юриста-правознавця. Заслужений юрист БРСР.

## Біографія
- Слідчий прокуратуры Борисівского району та слідчий прокуратури Мядельського району Мінської області (1964—1965 роки);
- Суддя Мядельского району Мінської області (1965 — 1968 роки);
- Суддя Слуцького району Мінської області (1968 — 1976 роки);
- Член Верховного Суду БРСР (з квітня 1976 року — 1990 рік);
- Міністр юстиції Республіки Білорусь (21 лютого 1991 року[2] — 4 лютого 1994 року[3];
- Судья Економічного Суду Співдружності Незалежних Держав (23 вересня 1992 — 1997 рік)[4];
- Голова Економічного Суду Співдружності Незалежних Держав;
- Голова Пленуму Економічного Суду Співдружності Незалежних Держав (1994 — 1996 роки);
- Вийшов на пенсію (1997 рік);
- Учасник різних дорадчих органів юстиції[5][6].

## Праці
- Звіт діяльності Економічного Суду Співдружності Незалежних Держав[7]

## Нагороди та відзнаки
- Орден «Знак Пошани» (СРСР);
- Почесна грамота Верховної Ради БРСР;
- Почесна грамота Економічного Суду Співдружності Незалежних Держав (24 жовтня 2000 року);
- Звання «Почесний працівник Економічного Суду Співдружності Незалежних Держав» (5 липня 2012 року).